# La Disparition d'Onésime

La Disparition d'Onésime est un film muet français réalisé par Jean Durand et sorti en 1913.

## Résumé
Le couple Onésime est en permanente confrontation. Les disputes sont fréquentes et violentes. Sur les conseils de son ami Truche, il simule une disparition qui va affecter terriblement sa femme. Celle-ci, épleurée, va faire appel au célèbre détective Charles Haucome, qui, grâce à son chien, retrouve Onésime en charmantes compagnies dans une maison de rendez-vous et tout rentrera dans l'ordre.

## Fiche technique
- Autres titres : L'enlèvement d'Onésime et Onésime a été assassiné
- Réalisation : Jean Durand
- Opérateur : Paul Castanet
- Décors : Robert-Jules Garnier
- Production : Gaumont
- Format : muet - noir et blanc - 1,33:1 - 35 mm
- Genre : comédie
- Editions : CCL
- Durée : 187m, pour une version en DVD de 8 minutes 50
- Programme : 4337
- Date de sortie : 11 juillet 1913

## Distribution
- Ernest Bourbon : Onésime
- Gaston Modot : Charles Haucome, le détective amateur
- Jacques Beauvais : Un client du cabinet "rose"
- Edouard Grisollet : Truche, l'ami d'Onésime
- Léon Pollos
- Berthe Dagmar : Une consommatrice dans le fond de la salle
- (?) : Madame Onésime
- (?) : Deux gendarmes